# Cele patru etape ale competenței

În psihologie, cele patru stadii ale competenței, sau modelul de învățare al „competenței conștiente”, reprezintă stadiile psihologice implicate în procesul de tranziție de la incompetență la competență într-o aptitudine.

## Istoria
Descris inițial ca „cele patru etape ale învățării oricărei aptitudini”, teoria a fost dezvoltată la Gordon Training International⁠(d) de angajatul acesteia Noel Burch în 1970. Acesta a fost frecvent atribuită lui Abraham Maslow, deși modelul nu apare în lucrările sale mai importante.
Cele patru etape ale învățării oferă un model al învățării. Acest model sugerează că indivizii nu își dau seama la început cât de puțin știu, adică sunt inconștienți de incompetența lor. După ce își recunosc incompetența, dobândesc în mod conștient o calificare, și apoi o folosesc în mod conștient. În cele din urmă, ei își pot utiliza abilitatea fără a mai fi conștienți de aceasta: se spune că individul a ajuns la stadiul de competență inconștientă.
Mai multe elemente, inclusiv ajutarea cuiva să „știe ce nu știe” sau de a identifica o zonă necunoscută, poate fi comparată cu unele elemente din fereastra lui Johari⁠(d), deși Johari tratează conștiința de sine, în timp ce cele patru etape ale competenței tratează etapele învățării.

## Cele patru etape ale competenței
1. Incompetența inconștientă
Individul nu înțelege sau nu știe cum să facă ceva și nu recunoaște neapărat acest deficit. El poate nega utilitatea acestei aptitudini. Individul trebuie să-și recunoască propria incompetență, și valoarea noii aptitudini, înainte de a trece la stadiul următor. Durata de timp pe care o petrece cineva în această etapă depinde de forța imboldului de a învăța.
2. Incompetența conștientă
Dacă persoana nu înțelege sau nu știe cum să facă ceva, ea recunoaște acest deficit, precum și valoarea noii aptitudini în a acoperi acest deficit. Comiterea de greșeli poate fi parte integrantă a procesului de învățare în acest stadiu.[4]
3. Competența conștientă
Persoana înțelege sau știe cum să facă ceva. Cu toate acestea, poate da dovadă a acestei aptitudini sau cunoștințe doar cu un efort de concentrare. Stadiul poate fi împărțit în mai multe subetape, și există o implicare conștientă la punerea în aplicare a noii abilități.
4. Competența inconștientă
Individul a exersat practic atât de mult o abilitate încât i-a devenit un reflex și o poate realiza cu ușurință. Ca urmare, aptitudinea poate fi exercitată în timp ce execută și alte sarcini. Individul poate fi capabil să-i învețe pe alții, în funcție de cum și când a învățat.